# Skorvtjärnen (Björna socken, Ångermanland, 705636-163243)
Skorvtjärnen är en sjö i Örnsköldsviks kommun i Ångermanland och ingår i Gideälvens huvudavrinningsområde. Sjöns area är 0,012 kvadratkilometer och den befinner sig 270 meter över havet.